# Amit Panghal
Amit Panghal (Mayna, 16 ottobre 1995) è un pugile indiano.

## Palmarès
- Campionati asiatici

Tashkent 2017: bronzo nei pesi mosca leggeri.
- Giochi asiatici

Giacarta Palembang 2018: bronzo nei pesi mosca leggeri.
- Giochi del Commonwealth

Gold Cost 2018: bronzo nei pesi mosca leggeri.